# Piège à canaris
Pour les articles homonymes, voir Canari (homonymie).
Un piège à canaris est une méthode permettant de révéler une fuite d'informations en donnant différentes versions d'un document sensible à chacun des suspects et en observant quelle version est divulguée. Il peut s'agir d'une fausse déclaration, pour voir si des informations sensibles parviennent également à d'autres personnes. Une attention particulière est accordée à la qualité de la prose de la langue unique, dans l'espoir que le suspect la répétera mot pour mot dans la fuite, identifiant ainsi la version du document.

## Origine
Le terme est inventé par Tom Clancy dans son roman Patriot Games, bien que Clancy n'ait pas inventé la technique. La méthode actuelle (généralement appelée test de la farine de baryum dans les cercles d'espionnage) est utilisée par les agences de renseignement depuis de nombreuses années. Le personnage fictif Jack Ryan décrit la technique qu'il a conçue pour identifier les sources des documents classifiés divulgués :
Chaque paragraphe de résumé comporte six versions différentes, et la combinaison de ces paragraphes est unique à chaque exemplaire numéroté du document. Il existe plus d'un millier de permutations possibles, mais seulement quatre-vingt-seize exemplaires numérotés du document réel. La raison pour laquelle les paragraphes de résumé sont si sordides est d'inciter un journaliste à les citer mot pour mot dans les médias publics. S'il cite quelque chose de deux ou trois de ces paragraphes, nous savons quelle copie il a vue et, par conséquent, qui l'a divulguée.
Une version améliorée de cette technique utilise un programme de thésaurus pour mélanger les synonymes, rendant ainsi chaque copie du document unique.

## Cas connus de piège à canaris
Après la production troublée de « Star Trek : Le film » à la fin des années 1970, Paramount Pictures a effectivement remplacé Gene Roddenberry en tant que producteur des autres films de la franchise Media par Harve Bennett. Roddenberry fut retenu comme « consultant exécutif », en raison de la haute estime que les fans de la série lui portaient ; bien qu'il n'ait que peu d'autorité réelle, il était toujours impliqué dans le processus créatif. Les fans se plaignaient souvent de développements d'intrigue particuliers proposés pour les films, comme la mort de Spock dans « Star Trek II », auxquels Roddenberry s'était opposé. Ainsi, avant que les brouillons du scénario de « Star Trek III : À la recherche de Spock » ne soient diffusés, Bennett s'arrangea pour que chaque copie individuelle ait des indices subtils la distinguant des autres. Peu de temps après que Roddenberry se soit opposé à la destruction de l'« Enterprise » au point culminant de ce film, les fans commencèrent à se plaindre auprès de Paramount et de Bennett. Il a découvert que la copie du script divulguée était celle qui avait été remise à Roddenberry, mais n'a rien pu faire à ce sujet.
Après une série de fuites chez Tesla Motors en 2008, le PDG Elon Musk aurait envoyé des versions légèrement différentes d'un e-mail à chaque employé dans une tentative de révéler les auteurs potentiels des fuites. L'e-mail était déguisé en une demande aux employés de signer un nouvel accord de non-divulgation. Le plan a été mis à mal lorsque le conseiller juridique de l'entreprise a transmis sa propre version unique de l'e-mail avec l'accord en pièce jointe. En conséquence, le plan de Musk a été réalisé par des employés qui disposaient désormais d'une copie sûre à divulguer.
En octobre 2019, la célébrité britannique Coleen Rooney utilise cette technique pour identifier qui divulguait des informations de ses stories Instagram privées au tabloïd The Sun en publiant de fausses histoires bloquées sur tous les comptes sauf un. Lorsque ces détails sont apparus dans la presse, elle a publiquement identifié les fuites comme provenant du compte de Rebekah Vardy, l'épouse du footballeur Jamie Vardy.

## Dans la fiction
Dans les romans de Lyonesse de Jack Vance, le prince Aillas se sachant espionné, annonce à ses trois conseillers qu'il va attaquer les chantiers navals de son ennemi Casmir à une date donnée, différente pour chacun. Lorsque Casmir fait puissamment garder ses chantiers à l'une de ces dates, Aillas sait qui est le traître.